# 短吻小公魚
短吻小公魚（学名：Anchoviella brevirostris）為輻鰭魚綱鲱形目鳀科的其中一種，分布於西大西洋區，從委內瑞拉至巴西海域，棲息深度1-50公尺，本魚體延長而側扁，吻短，約1/2眼徑，上頷短，臀鰭軟條15-17條，體長可達9公分，喜群游，棲息在沿海、河口，以浮游生物為食。

## 擴展閱讀
維基物種上的相關：短吻小公魚